# Mirabilicoxa longispina
Mirabilicoxa longispina är en kräftdjursart. Mirabilicoxa longispina ingår i släktet Mirabilicoxa och familjen Desmosomatidae. Inga underarter finns listade i Catalogue of Life.